# Joos van Ghistele
Joos van Ghistele (Gent, 1446 – Zuiddorpe (huis Van der Moere), 21 september 1516) was een Vlaams edelman. Hij is vooral bekend om zijn reis naar het Heilige Land en het Midden-Oosten tussen 1481 en 1485, waarvan een ongewoon uitgebreid verslag is overgeleverd.

## Leven
Joos Van Ghistele was de zoon van Gerard van Ghistele, heer van Axel en Moere, en Isabelle de Wilde, vrouwe van Maalstede, Renesse en Kruiningen. Zijn vader heeft belangrijke functies bekleed: hij was schepen en grootbaljuw te Gent. Toen Joos vijf jaar was, werd het gezin om politieke redenen verbannen uit Gent en vestigde het zich in kasteel Moere, bij Zuiddorpe in Zeeuws-Vlaanderen. Hij bracht zijn jeugdjaren door in het gevolg van de graaf van Charolais, de latere hertog Karel de Stoute, door wie hij tot ridder werd geslagen in 1464 of 1467. Zijn band met het Bourgondische hof zou zijn latere carrière sterk bepalen.
Na de dood van Karel de Stoute bij de Slag bij Nancy in 1477 keerde hij terug naar Gent en werd daar voorschepen (voorzitter) van de bank van de Keure. In 1480 werd hij herkozen. Na het eind van zijn mandaat vertrok hij vermoedelijk op 15 november 1481 naar het Heilig Land en het Midden-Oosten. Eind juni 1485 keerde hij terug naar Gent.
In 1486 werd hij opnieuw voorschepen van de bank van de Keure in Gent. Van 1492 tot 1494 vertegenwoordigde hij als grootbaljuw de Bourgondische vorst in de stad. Daarna werd hij benoemd tot privéraadsman en kamerheer van Maximiliaan van Oostenrijk en van Filips de Schone. Waarschijnlijk betrof het enkel een eretitel. Sindsdien woonde hij teruggetrokken op zijn kasteel de Moere in Zuiddorpe. 
Joos van Ghistele was gehuwd met Margriet van Ravenschot. Het echtpaar had drie dochters: Elizabeth, Margriet en Marie. Ook schijnt hij een jong gestorven zoon Charles te hebben gehad. Elizabeth trouwde met Diederik van der Gracht, heer van Huele; Marie met jonkheer van Pallandt, heer van Kuilenburg; Margriet met Jan van Cortenbach, heer van Helmond en hoogschout van 's-Hertogenbosch. Uit een tweede relatie, met Lysbette Brussels, had Mher Joos opnieuw een zoon, Jooskin (Joosken) van Ghistele. Mher Joos is overleden op 21 september 1516 in Zuiddorpe. De plechtige uitvaart geschiedde in Axel op 24 september, waarna het lichaam werd teruggevoerd naar Zuiddorpe en begraven in de parochiekerk. Op 14 januari 1517 vond een plechtige herdenkingsdienst plaats in Axel. Als erfschout van Hulst, Axel en de Vier Ambachten werd hij aanvankelijk opgevolgd door zijn schoonzoon Diederik van der Gracht en in 1538 hetzij door zijn zoon uit het tweede huwelijk Joost, hetzij door zijn kleinzoon Joost van der Gracht.
Na 1494 vermelden de archieven hem nog slechts in tweeërlei hoedanigheid: 
- als juridisch gemachtigde voor zijn verweduwde dochter en zijn zes jonge kleinkinderen.
- Toen Jan van Cortenbach in 1505 was overleden, werd Mher Joos de 'mombaer' (d.w.z. beschermend voogd en juridisch gemachtigde) van zijn zes minderjarige kinderen. In die functie moet hij meer dan eens een bezoek aan Helmond hebben gebracht. Er was immers een paar maal sprake van een serieus conflict met de heren Jan en Evert van Doerne inzake het jachtrecht der heren van Helmond. Volgens oude bepalingen mocht de heer van Helmond buiten de grenzen van zijn heerlijkheid jagen in het hele Peelland, dus ook rond Deurne, een heerlijkheid ten oosten van Helmond. Eind 1510 had een proces plaatsgevonden tussen Joos van Ghistele als 'mombaer' van het gezin Cortenbach enerzijds tegen de heren Jan en Evert van Doerne anderzijds. De uitkomst van deze rechtsgang was, dat de heren van Helmond mochten jagen 'heel Pedelant dore'. Desondanks waren twee Helmondse hoendervangers begin september 1513 door Deurnse pluimveejagers gevangen genomen en in verzekerde bewaring gesteld. Opnieuw is Joos van Ghistele toen in actie gekomen. Hij deed een beroep op de keizer, en heel snel, reeds op 11 september daaraanvolgend, sprak de rechtbank in 's-Hertogenbosch in naam van keizer Maximiliaan als hertog van Brabant uit dat de hechtenis van de twee Helmondse jagers geheel onrechtmatig was en dat de Cortenbachs schadeloos gesteld moesten worden.[2]
- als erfschout van de Hulster- en Axelerambachten.
  - Als erfschout van de Hulster- en Axelerambachten bezat hij het patronaat van enkele Zeeuws-Vlaamse kerken, o.a. die van Hontenisse. In 1508 was Hontenisse overstroomd en  het kerkterrein kon niet meer goed worden drooggelegd. De bisschop van Utrecht stemde er derhalve in toe dat de kerk werd afgebroken en dat landinwaarts, op het land van de abdij van Duinen, een nieuwe bedehuis gebouwd zou worden. Joos van Ghistele wilde echter de inkomsten van het patronaatsrecht niet verliezen en weigerde zijn medewerking. Processen en geschillen tussen Mher Joos en de abdij volgden, jaren lang, en ze waren nog lang niet opgelost bij zijn dood. Pas in 1538 behoorde deze kwestie tot het verleden.[3]

## "De groote reiziger"
Op 15 november 1481 vertrok Joos van Ghistele op pelgrimstocht naar het Heilig Land. In Keulen bezocht hij het schrijn van de drie koningen en las hij de Historia trium regum van Jan van Hildesheim. Hierin is sprake van India Tertia, het rijk van de mythische christelijke koning Pape Jan. Naar aanleiding van dit verhaal besloot Joos naar deze koning op zoek te gaan. Op deze reis liet hij zich vergezellen door vier reisgenoten: neef Joris van Ghistele (baljuw van Biervliet), Jan van Vaernewijck, Joris Palinc en Jan van Quisthout (kapelaan van Joos).

### Reis
Zoals verplicht was in die tijd trok hij eerst naar Rome om toestemming te vragen aan de paus om naar het Heilig Land te reizen. Vervolgens reisde hij naar Venetië van waaruit hij per schip naar Palestina voer, waar hij niet alleen Jeruzalem maar ook tal van andere heilige plaatsen bezocht. Na een bezoek aan Egypte en de Nijldelta probeerde hij het land van Pape Jan te bereiken via de Rode Zee. Hij diende echter zijn reis af te breken op het eiland Perim in de Golf van Aden, omdat hij daar werd gearresteerd door de plaatselijke machthebber die de geloofsbrieven die Joos van de sultan had meegekregen niet erkende. Een tweede poging voerde hem via Cyprus naar Syrië, het zuiden van Turkije en Perzië. In Tabriz besloot hij terug te keren nadat hij gewaarschuwd was voor een gevaarlijke ziekte en omdat sommige medereizigers het reizen moe waren. Vanuit Tripoli in Libanon voeren ze via Kreta naar Korfoe. Van daaruit voer het gezelschap met een Venetiaans schip naar Barbarije, de noordkust van Afrika. Daar bezochten ze Tripoli (Libië), Soussa en Tunis. Over Genua en Venetië reisden ze terug naar huis.

### Route
De route van de pelgrimage naar Jeruzalem die Joos van Ghistele aflegde, was in de 15e eeuw zeker bekend. Joos was slechts een van de zovele pelgrims die de tocht naar het Heilige Land ondernamen. Maar gedreven door nieuwsgierigheid en zin voor avontuur ging hij een stapje verder. Tijdens zijn tocht tastte Joos de grenzen van de wereld af waarvan toen slechts drie continenten bekend waren, Europa, Azië en Afrika. Joos' onderneming was onder andere bijzonder vanwege zijn uitgebreide rondreis in de Arabische wereld.
De omvang van de reis is mede te danken aan het toeval. Joos maakte gebruik van de kansen die zich aanboden, maar kreeg ook geregeld tegenslagen te verduren. Zo werd zijn reisroute vaak aangepast, waardoor hij onverwacht vele nieuwe plaatsen bezocht.

### Doel
In eerste instantie had Joos' reis een religieus doel, maar vermoedelijk had hij ook politieke en economische bedoelingen. Het feit dat Joos hoge functies bekleedde, droeg bij tot het ambitieuze karakter van zijn reis.
Joos was erop gebrand het land van Pape Jan te vinden, om het graf van de heilige Thomas te bezoeken en wellicht ook om steun te vinden bij deze christelijke koning in de strijd tegen de islam.

## Tvoyage

### Ambrosius Zeebout
Het jaar dat hem na zijn terugkomst uit de Oriënt nog restte tot zijn volgende verkiezing in het stadsbestuur van Gent, zal Mher Joos van Ghistele wellicht onder meer besteed hebben aan het ordenen van zijn reisnotities; later werden deze uitgewerkt door Ambrosius Zeebout. 
Deze Ambrosius Zeebout – hij was een geleerde priester, vermoedelijk een karmeliet – heeft evenwel meer gedaan dan die notities tot een lopend verhaal om te smeden. Alle – of toch zo veel mogelijk – mededelingen van Joos van Ghistele heeft hij een wetenschappelijk cachet willen geven. Zulks naar de maatstaven van zijn tijd natuurlijk (d.w.z. een veelomvattende literatuurstudie zonder veel eigen denkbeelden nastrevend) en het resultaat is, ook voor de huidige lezer, bepaald indrukwekkend te noemen. Voor de beoogde achtergrondinformatie heeft Zeebout niet minder dan ruim 70 bronnen geraadpleegd.
In categorieën ondergebracht zijn dat:
1. De Heilige Schrift;
2. Patristische teksten;
3. Bijbelcommentaren;
4. Bijbelse geschiedenissen;
5. Apocriefe teksten;
6. Corpus Juris Canonici;
7. Reisverhalen en itineraria;
8. Middeleeuwse historische werken;
9. Middeleeuwse historiserende geschriften;
10. Klassieke en laat-klassieke bronnen;
11. Humanistische werken;
12. Compilatorische geschriften.

Die ruim 70 werken zijn geschreven door 52 auteurs, onder wie: Augustinus, Orosius, Nicolaus van Lyra, Hayton, Ludolf van Suchem, Adorno, Bernhard von Breydenbach, Plinius de oudere, Solinus, Justinus, Tortellius, Isidorus en Vincentius. 
Een aparte vermelding verdient zijn bron Operetta del Turco, een anoniem Italiaans boekje, gedrukt in Florence in september 1481, dat deels handelt over de omvang en de inrichting van het Turkse rijk, deels over zijn heersers, in het bijzonder over Mohammed II, de Veroveraar. Van dit boekwerkje is geen enkel exemplaar over; alleen door het excerpt van Ambrosius Zeebout is de inhoud bekend gebleven. Ongetwijfeld heeft Joos van Ghistele tijdens zijn verblijf in Italië die toen recente publicatie gekocht en later aan Zeebout ter beschikking gesteld. Maar als gezegd, nergens ter wereld is nog een exemplaar te vinden.
Ook bijzondere aandacht verdienen Philippus Ribote (of Ribati), Richardus Armachanus en Johannes Soreth, alle drie geleerde carmelieten, die Zeebout instemmend te berde brengt waar het gaat om de religieuze activiteiten van de orde der karmelieten in Palestina. Als enige van alle 72 bronnen waren hun geschriften niet in druk verschenen. Zij circuleerden vooralsnog geheel binnen of in een nauwe kring rond de orde. Om deze reden mag men aannemen dat Ambrosius Zeebout  tot de orde der carmelieten behoorde of althans in nauwe verbinding daarmee stond. Maar over hem is verder niets bekend.

### Inhoud
Het reisverhaal is opgedeeld in acht boeken van zeer uiteenlopende lengte.
1. In het eerste boek wordt ter inleiding informatie gegeven over de maatregelen die men moet treffen voor de aanvang van een reis naar het Oosten. Ook wordt er een uiteenzetting gegeven over de verschillende religies in het Midden-Oosten: de islam (met een zeer uitvoerige bespreking van het leven van Mohammed), het Oosters christendom en enkele joodse sekten.
2. Het tweede boek is gewijd aan de reis naar en door Palestina. Daar bezoekt hij Jeruzalem en vele heilige plaatsen.
3. In boek 3 wordt zijn reis door Egypte beschreven. Hij geeft onder meer een uitvoerige beschrijving van Caïro met het hof van de Sultan, van de piramides van Gizeh en van Alexandrië.
4. In boek 4 wordt Joos van Ghisteles poging beschreven om het land van Pape Jan te bereiken via de Sinaï en de Rode Zee. Hij bezoekt onder meer het Katharinaklooster in de Sinaï. Het boek besluit met een uitvoerige beschrijving van het toenmalige Arabië.
5. Boek 5 geeft een beschrijving van zijn reis in Cyprus. Joos en zijn gezelschap zetten vanuit Alexandrië koers naar Syrië. Door een enorme storm belandt het gezelschap echter op dit Mediterrane eiland.
6. In het zesde boek trekt hij door Syrië. Hij bezoekt onder meer Damascus en Aleppo.
7. Het zevende boek beschrijft een nieuwe poging om het land van Pape Jan te vinden, dit keer via Perzië. Het boek bevat een uitvoerige beschrijving van de stad Tabriz.
8. In het laatste boek vaart hij via Rhodos, Kreta en Korfoe naar Sicilië. Vervolgens vaart hij naar Noord-Afrika en bezoekt met name de steden Soussa en Tunis.

Ondanks Zeebouts toevoegingen doet Tvoyage zeer authentiek aan. Dat komt onder andere door het hoge kritische gehalte van de tekst. De gangbare kennis uit de middeleeuwen wordt telkens vergeleken met de ervaring van Joos. Waar andere reisverhalen vreemde monsters beschrijven, komen we bij Zeebout nijlkrokodillen en struisvogels tegen. Zeebout probeert de exotische wereld van het Midden-Oosten voor zijn lezers ook toegankelijk te maken door die te vergelijken met objecten en plaatsen uit de Lage Landen.

### Overlevering
Tvoyage is overgeleverd in drie handschriften. Het eerste handschrift dateert uit ca. 1500 en bevindt zich nu in de Egyptologische Stichting Koningin Elisabeth te Brussel; sign. 55.473. Het tweede dateert uit ca. 1535 en bevindt zich in de Koninklijke Bibliotheek Albert I te Brussel; sign. IV,330. Het derde dateert van na 1535, maar is nog wel 16e-eeuws. Het bevindt zich te Namen in de universiteitsbibliotheek; sign R.Mn B46.  
In 1557 drukte de Gentse drukker Henric van den Keere het verhaal voor de eerste keer. Het reisverslag werd herdrukt in 1563 en 1572. Na de zestiende eeuw werd Tvoyage vergeten, tot A. Schayes er in 1836 een enthousiast betoog over schreef. In 1998 gaf R.J.G.A.A. Gaspar Tvoyage opnieuw uit met een inleiding, aantekeningen en een onderzoek naar de bronnen van Ambrosius Zeebout..

## Trivia
- Het wapen van Zuiddorpe bevat drie boekweitbloemen op een gulden veld. Lange tijd heeft men aangenomen dat het Joos van Ghistele was, die de zaden van het boekweit uit de Oriënt naar Europa heeft gebracht. Kanunnik Aegidius de Grave had in 1775 gelezen op een grafsteen in de kerk van Zuiddorpe: 'Hier licht begraeven M’her Joos van Ghistel, heere van Axel, die den eersten bouckey in het land bracht, toen hij kwam van het H. Land'. Maar na het slopen van de kerk in 1817 bleek dat hij het grafschrift verkeerd gelezen had: niet Joos, maar diens voorvader Jan (gestorven in 1433) was in die tombe begraven geweest. Uit archiefonderzoek blijkt dat het boekweitzaad al vanaf 1390 in de Nederlanden is gekomen. Het is langs drie zijden in West-Europa gearriveerd: via een noordelijke, een oostelijke en een zuidelijke route. Deze laatste 'soort' oriëntaalse boekweit werd 'Saraceens' of 'Moors graan' genoemd. Een reiziger naar die streken zal dat oosterse zaad dus binnengebracht hebben. Wie dat was, blijft echter onzeker. Was het al een Van Ghistele, Mher Joos zal de eer aan zijn voorvader Jan moet laten.
- In het kasteel van Helmond is, als eerbetoon achteraf, een ruimte naar hem genoemd: de Van Ghistele-kamer.
- Op 18 december 2016 is in Zuiddorpe herdacht dat Joos van Ghistele 500 jaar geleden was overleden.[5]
- Bericht in het Zeeuwsch Vlaams Advertentieblad van vrijdag 7 september 2018: ‘Open Monumentendag in Axel op 8 september 2018: spotlights op Joos van Ghistele.’[6]
- In Axel is een Van Gistellelaan.